# Ciao! Ciao! Bel soldatin!
Ciao! Ciao! Bel soldatin! è una canzone di Franco Apolloni, autore del testo, e di Giovanni Militello, autore della musica.
Edita dalle edizioni musicali Autarchica, venne incisa a partire dal 1940 su 78 giri da vari cantanti tra cui Carlo Buti ed Emilio Renzi.
Riscontrò molto successo tra i combattenti del Regio Esercito, a tal punto da ottenere un certo successo tra le truppe del fronte delle Alpi Occidentali.
In seguito venne inclusa in varie raccolte antologiche, anche recentemente.